# Корниловы (купцы)
Корниловы — тюменские и тобольские купцы.

## Представители
- Иван Николаевич (? — до 1898) — купец Тобольска 1-й гильдии. В конце XX века вёл добычу золота и соли на Алтае. В Томске был владельцем пароходной конторы.

- Феклита Васильевна (? — ?) — предположительно жена И. Н. Корнилова, после его смерти руководила Торговым домом «И. Н. Корнилова наследники». Сферой деятельности Т/Д был пароходство, конторы которого находились в крупных городах Сибири и на пристанях в Обь-Иртышском бассейне. В 1905 году у торгового дома было 40 барж, а количество судов доходило до десятка. Новые пароходы сооружались в Тюмени на личной верфи. В Новониколаевске в 1912 году буксирная контора располагалась на Каинской улице, 12. Также Торговый дом вёл продажу хлеба, занимался рыбными промыслами и скупкой пушнины. В 1912 году пароходство Корниловых стало частью Западно-Сибирского товарищества пароходства и торговли.

- Иван Иванович — тобольский купец, в 1917 году стал одним из директоров «Сибирского АО пароходства, промышленности и торговли».